# Ђурићи (Херцег Нови)
Ђурићи је насеље у општини Херцег Нови у Црној Гори. Према попису из 2003. било је 326 становника (према попису из 1991. било је 313 становника).

## Демографија
У насељу Ђурићи живи 259 пунолетних становника, а просечна старост становништва износи 41,0 година (39,8 код мушкараца и 42,0 код жена). У насељу има 110 домаћинстава, а просечан број чланова по домаћинству је 2,96.
Становништво у овом насељу веома је хетерогено, а у последња три пописа, примећен је пораст у броју становника.
|  |

| Демографија | Демографија | Демографија |
| Година      | Становника  | Становника  |
| ----------- | ----------- | ----------- |
|             |             |             |
|             |             |             |
|             |             |             |
|             |             |             |
| 1948.       | 209         |             |
| 1953.       | 249         |             |
| 1961.       | 305         |             |
| 1971.       | 327         |             |
| 1981.       | 312         |             |
| 1991.       | 313         | 304         |
| 2003.       | 351         | 326         |
|             |             |             |

| Етнички састав према попису из 2003.‍ | Етнички састав према попису из 2003.‍ | Етнички састав према попису из 2003.‍ | Етнички састав према попису из 2003.‍ | Етнички састав према попису из 2003.‍ |
| ------------------------------------ | ------------------------------------ | ------------------------------------ | ------------------------------------ | ------------------------------------ |
|                                      |                                      |                                      |                                      |                                      |
| Срби                                 | Срби                                 |                                      | 119                                  | 36,50%                               |
| Црногорци                            | Црногорци                            |                                      | 46                                   | 14,11%                               |
| Хрвати                               | Хрвати                               |                                      | 46                                   | 14,11%                               |
| Југословени                          | Југословени                          |                                      | 9                                    | 2,76%                                |
| Албанци                              | Албанци                              |                                      | 5                                    | 1,53%                                |
| Муслимани                            | Муслимани                            |                                      | 4                                    | 1,22%                                |
| Македонци                            | Македонци                            |                                      | 1                                    | 0,30%                                |
| непознато                            | непознато                            |                                      | 0                                    | 0,0%                                 |

| Година пописа     | 1948. | 1953. | 1961. | 1971. | 1981. | 1991. | 2003. |
| ----------------- | ----- | ----- | ----- | ----- | ----- | ----- | ----- |
| Број домаћинстава | 52    | 54    | 64    | 84    | 90    | 93    | 114   |

| Број чланова      | 1   | 2  | 3  | 4  | 5  | 6  | 7 | 8 | 9 | 10 и више | Просек |
| ----------------- | --- | -- | -- | -- | -- | -- | - | - | - | --------- | ------ |
| Број домаћинстава | 110 | 25 | 23 | 20 | 27 | 10 | 2 | 1 | 1 | 0         | 1      |

| Пол    | Укупно | Неожењен/Неудата | Ожењен/Удата | Удовац/Удовица | Разведен/Разведена | Непознато |
| ------ | ------ | ---------------- | ------------ | -------------- | ------------------ | --------- |
| Мушки  | 126    | 44               | 72           | 8              | 2                  | 0         |
| Женски | 147    | 34               | 85           | 23             | 5                  | 0         |
| УКУПНО | 273    | 78               | 157          | 31             | 7                  | 0         |

| Пол    | Укупно                    | Пољопривреда, лов и шумарство | Рибарство                            | Вађење руде и камена | Прерађивачка индустрија       |
| ------ | ------------------------- | ----------------------------- | ------------------------------------ | -------------------- | ----------------------------- |
| Мушки  | 40                        | 0                             | 0                                    | 0                    | 13                            |
| Женски | 38                        | 0                             | 0                                    | 0                    | 2                             |
| УКУПНО | 78                        | 0                             | 0                                    | 0                    | 15                            |
| Пол    | Производња и снабдевање   | Грађевинарство                | Трговина                             | Хотели и ресторани   | Саобраћај, складиштење и везе |
| Мушки  | 0                         | 2                             | 4                                    | 1                    | 15                            |
| Женски | 0                         | 0                             | 4                                    | 6                    | 4                             |
| УКУПНО | 0                         | 2                             | 8                                    | 7                    | 19                            |
| Пол    | Финансијско посредовање   | Некретнине                    | Државна управа и одбрана             | Образовање           | Здравствени и социјални рад   |
| Мушки  | 0                         | 0                             | 2                                    | 1                    | 1                             |
| Женски | 1                         | 0                             | 2                                    | 7                    | 10                            |
| УКУПНО | 1                         | 0                             | 4                                    | 8                    | 11                            |
| Пол    | Остале услужне активности | Приватна домаћинства          | Екстериторијалне организације и тела | Непознато            | Непознато                     |
| Мушки  | 0                         | 0                             | 0                                    | 1                    | 1                             |
| Женски | 1                         | 0                             | 0                                    | 1                    | 1                             |
| УКУПНО | 1                         | 0                             | 0                                    | 2                    | 2                             |